# Microphysetica
Microphysetica és un gènere d'arnes de la família Crambidae. El gènere va ser descrit per George Hampson el 1917.

## Taxonomia
- Microphysetica ambialis (Schaus, 1924)
- Microphysetica hermeasalis (Walker, 1859)
- Microphysetica peperita Hampson, 1917
- Microphysetica rufitincta (Hampson, 1917)